# Eriolarynx iochromoides
Eriolarynx iochromoides là loài thực vật có hoa trong họ Cà. Loài này được (Hunz.) Hunz. mô tả khoa học đầu tiên năm 2000.